# فهرست صورت‌های فلکی ذکرشده بطلیموس
فهرست ۴۶ صورت فلکی که تا زمان بطلمیوس نامگذاری شده و توسط وی ذکر شده اند.
- صورت فلکی آتشدان
- صورت فلکی ارابه‌ران
- صورت فلکی اسب بزرگ
- صورت فلکی اسب کوچک
- صورت فلکی اژدها
- صورت فلکی برساووش
- صورت فلکی بره
- صورت فلکی تاج جنوبی
- صورت فلکی تاج شمالی
- صورت فلکی ترازو
- صورت فلکی جوی
- صورت فلکی خرس بزرگ
- صورت فلکی خرس کوچک
- صورت فلکی خرچنگ
- صورت فلکی خرگوش
- صورت فلکی دلفین
- صورت فلکی دلو
- صورت فلکی دوشیزه
- صورت فلکی دوپیکر
- صورت فلکی ذات‌الکرسی
- صورت فلکی زانوزده
- صورت فلکی زن برزنجیر
- صورت فلکی سه‌سو
- صورت فلکی سگ بزرگ
- صورت فلکی سگ کوچک
- صورت فلکی شلیاق
- صورت فلکی شکارچی
- صورت فلکی شیر
- صورت فلکی عقاب
- صورت فلکی قنطورس
- صورت فلکی قیفاووس
- صورت فلکی مار
- صورت فلکی مار باریک
- صورت فلکی مارافسای
- صورت فلکی ماهی
- صورت فلکی ماهی جنوب
- صورت فلکی ماکیان
- صورت فلکی نهنگ
- صورت فلکی پیاله
- صورت فلکی پیکان
- صورت فلکی کلاغ
- صورت فلکی کمان
- صورت فلکی کژدم
- صورت فلکی گاو
- صورت فلکی گاوران
- صورت فلکی گرگ